# Apollon Limassol

O Apollon Limassol FC, mais conhecido como Apollon Limassol ou simplesmente Apollon, é um clube desportivo cipriota com sede em Limassol. Atualmente, joga na Primeira Divisão do Chipre.
É um dos quatro times mais bem-sucedidos em conquistas do futebol cipriota, participando da Primeira Divisão de forma contínua desde a temporada 1957-58.

## História
No final da temporada de futebol de 1953, uma equipa de jovens tiveram como sonho e objectivo a fundação de uma associação nacional com fins desportivos e baseada na promoção da educação e das habilidades sociais dos seus membros mais jovens. A 14 de Abril de 1954, uma assembléia geral com membros suficientes com o líder Christaki Pavlides propõe a fundação de uma associação atlética chamada Apollon Limassol. A assembleia aprovou a proposta e, portanto, no dia 14 do mês de Abril do ano 1954 o Apollon nasceu. O primeiro conselho administrativo da equipa incluiu: Charalambos Lymbourides (Secretário), Andreas Psyllides (Tesoureiro), Antonakis Fourlas (Conselheiro), Melis Charalampous (Conselheiro), Andreas Theoharous (Conselheiro) Andreas Aggelopoulos (Conselheiro) e Kostas Panayiotou (Conselheiro).
A primeira equipa de futebol foi criada sob as diretrizes de Antonakis Fourlas, jogando contra equipas distritais. Isto fez com que as despesas aumentassem levando a um registo rápido de novos membros. Por esta razão, foi decidido enviar uma carta para a C.F.A (Associação de Futebol do Chipre), com data de 23 de Março de 1955 para a integração do Apollon na Associação. A 16 de outubro de 1955, a Associação de Futebol do Chipre (CFA) incluiu nas suas ordens o Apollon na 2 ª divisão .

### 1954–1955: Primeiros anos
No seu primeiro ano, o Apollon sofreu oito derrotas em oito partidas na segunda divisão. Pouco antes da temporada seguinte(1956-1957), o Apollon venceu o grupo regional na segunda divisão e, posteriormente, os play-offs e, em seguida, foi promovido para a primeira divisão. Isso aconteceu em 1957 e desde então o Apollon vem competindo na primeira divisão. As coisas não foram fáceis no entanto para o clube recém-promovido. O Apollon não poderia alcançar uma posição satisfatória na tabela e lutou no meio da tabela por muitos anos. Mas em meados dos anos 60 as coisas mudaram.

### 1964–1967: As primeiras distinções
Em 1965 o Apollon atingiu a final da Taça do Chipre. No entanto, o Omonia venceu o troféu com um resultado de 5-1. Um ano depois, o Apollon foi à final de novo, e conquistou a Taça do Chipre ao derrotar o Nea Salamina com um resultado de 4-2 (Marcadores: Panikkos Yiolites, Andros Konstantinou, Panikkos Kristallis, Antonis Panayides) e triunfante levou o troféu para Limassol.
O Apollon conseguiu manter o seu título da Taça em 1967, ao bater o Alki por 1-0, graças ao golo de Antonis Panayides. Depois de comemorar esses títulos, o Apollon tive que esperar mais 15 anos para começar a fazer história mais uma vez.

### 1981–1987: De volta à final da Taça após 20 anos de seca
Na temporada de 1981-1982 o Apollon conseguiu chegar mais uma vez à final da Taça do Chipre no entanto, numa final a duas mãos, o Omonia venceu a Taça. Na temporada 1985-1986, após 20 anos de "seca" o Apollon venceu mais uma vez a Taça do Chipre no Tsirion Stadium, superando o Apoel com uma vitória por 2-0. Os golos foram marcados por Kenny e Sokratous.

### 1990–1999: 10 anos de glória
Nos anos anteriores verificou-se claramente a falta de "algo" que pudesse fazer a diferença para a equipa liderar no campeonato. Esse "algo" foi, portanto, o treinador alemão Diethelm Ferner que, ao chegar ao Chipre estava determinado a vencer. O alemão, com a sua disciplina e trabalho duro realiza ligações entre jovens futebolistas talentosos, com jogadores mais velhos e mais experientes, criando uma equipa pronta para o grande momento. Assim, na temporada 1990-1991 a equipa entrou no campeonato a querer escrever a maior e mais gloriosa página do seu livro de história. Depois de uma temporada frenética e impressionante, oferecendo conteúdo e espetáculo no seu jogo, o Apollon foi finalmente coroado campeão de Chipre! A partir desse ano e por um período de cinco anos, a equipa ganhou a admiração de todos os fãs de futebol cipriota depois de jogar futebol moderno. Na temporada 1991-1992 o Apollon venceu a Taça do Chipre pela quarta vez, superando o Omonia na final com um resultado final de 1-0. O marcador foi Evgenio Ptak. No entanto, na temporada de 1992-1993 o Apollon perdeu os dois títulos. A equipa voltou com força e ganhou o segundo Campeonato do clube um ano mais tarde, em 1993-1994, mais tarde, após um duelo duro com o Anorthosis, onde o título foi jogado no último dia da temporada.  Na temporada 1994-1995 Ao pollon alcançou a final da Taça do Chipre mas perdeu por 2-4 com o Apoel, enquanto o mesmo aconteceu também na temporada 1997-1998 com o "carrasco" a ser desta vez o todo-poderoso Anorthosis, que vence a final com um resultado de 1-3.

### 2000–2010: 1 Campeonato, 2 Taças e 1 Supertaça
Na temporada 2000-2001 o Apollon venceu a Taça do chipre contra o Nea Salamina no estádio GSP, com o resultado de 1-0. O marcador foi o inesquecível Viktor Zubarev.
A meio da temporada de futebol 2004-2005 e depois de tentativas fracassadas para atingir a glória, após a final de 2001, o treinador alemão Bernd Stange assumiu a responsabilidade, cumprindo regularmente, mas tarde, ele trouxe de volta o glamour perdido da equipa. Na temporada 2005-06 o Apollon venceu o campeonato invicto e ganhou um recorde do clube de 64 pontos. O Apollon teve 19 vitórias e sete empates em 26 partidas e entrou para a história do futebol cipriota, devido ao facto de ser a quarta equipe no Campeonato do Chipre que conquistou o título invicto. No ano seguinte o Apollon venceu pela primeira vez na sua história a Supertaça do Chipre batendo o Apoel por 1-3 em casa.
Em 2010 o Apollon venceu a Taça do Chipre depois de 9 anos, batendo o APOEL Nicosia no GSZ Stadium. O resultado final foi 2-1.

### 2011–presente: 1 Taça
No ano seguinte (2011), o Apollon chegou à final da Taça do Chipre, pelo segundo ano consecutivo, mas perdeu para o Omonia nas grandes penalidades, após um empate 1-1 na sequência de um tempo extra.
A 22 de Maio de 2013, o Apollon chegou à final da Taça do Chipre novamente, mas desta vez competindo contra AEL Limassol. O Apollon venceu a final com um resultado de 1-2 no tempo extra, conseguindo o sétimo título da Taça do Chipre do clube.

## Uniformes

### 1º Uniforme
| 2020–2021 | 2019–2020 | 2018–2019 | 2017–2018 | 2016–2017 |

### 2º Uniforme
| 2020–2021 | 2019–2020 | 2018–2019 | 2017–2018 | 2016–2017 |

## Elenco
- Atualizado em 16 de maio de 2021.

Legenda
- : Capitão
- : Lesão

## Títulos
| NACIONAIS | NACIONAIS                | NACIONAIS | NACIONAIS                                                                       |
|           | Competição               | Títulos   | Temporadas                                                                      |
| --------- | ------------------------ | --------- | ------------------------------------------------------------------------------- |
|           | Campeonato Cipriota      | 4         | 1990–91, 1993–94, 2005–06 e 2021–22                                             |
|           | Copa do Chipre           | 9         | 1965–66, 1966–67, 1985–86, 1991–92 2000–01, 2009–10, 2012–13, 2015–16 e 2016–17 |
|           | Supercopa do Chipre      | 4         | 2006, 2016, 2017 e 2019                                                         |
|           | Segunda Divisão Cipriota | 1         | 1956–57                                                                         |